# Quero ser tua
A Quero ser tua (magyarul: A tiéd akarok lenni) egy dal, amely Portugáliát képviselte a 2014-es Eurovíziós Dalfesztiválon, Koppenhágában. A dalt a portugál származású Suzy adta elő portugál nyelven.
A dal a 2014. március 15-én rendezett portugál nemzeti döntőben nyerte el az indulás jogát, ahol a nézői szavazatok alakították ki a végeredményt.
A dalt Koppenhágában a május 6-i első elődöntőben adták elő, fellépési sorrendben tizenharmadikként a san marinoi Valentina Monetta Maybe című dala után, és a holland The Common Linnets duó Calm After the Storm című dala előtt. A szavazás során 39 ponttal a 11. helyen végzett, amivel nem sikerült továbbjutnia a döntőbe.

## Külső hivatkozások
- Dalszöveg
- A Quero Ser Tua című dal előadása a portugál nemzeti döntőben
- A dal első próbája a koppenhágai arénában
- A dal második próbája a koppenhágai arénában
- A dal előadása az Eurovíziós Dalfesztivál első elődöntőjében